# Vana-Kuuste
Vana-Kuuste är en ort i Estland. Den ligger i Kambja kommun och landskapet Tartumaa, i den sydöstra delen av landet, 180 km sydost om huvudstaden Tallinn. Vana-Kuuste ligger 46 meter över havet och antalet invånare är 261.
Terrängen runt Vana-Kuuste är huvudsakligen platt. Vana-Kuuste ligger nere i en dal. Runt Vana-Kuuste är det glesbefolkat, med 14 invånare per kvadratkilometer. Närmaste större samhälle är Dorpat, 14,3 km norr om Vana-Kuuste. Omgivningarna runt Vana-Kuuste är en mosaik av jordbruksmark och naturlig växtlighet.